# يوكو أندو
يوكو أندو (باليابانية: 安藤優子؛ بالكانا: あんどう ゆうこ) هي صحفية ومذيعة أخبار يابانية، ولدت في 19 نوفمبر 1958 في ايشيكاوا في اليابان.